# 最上川司
最上川 司（もがみがわ つかさ、〈年齢非公開〉、3月6日 - ）は、日本の演歌歌手。2000年代にTSUKASA（つかさ）名義でヴィジュアル系ロックバンド・D'espairsRayのドラマーとして活動し、同バンド解散後の2015年に「世界初の”ヴィジュアル系演歌歌手”」としてデビュー。山形県河北町出身。

## 略歴
父親の影響で幼いころから演歌の魅力に引かれ、小学校低学年のころに出場したカラオケ大会の司会を務めていた大泉逸郎から歌を褒められる。その後、大泉は『孫』で第51回NHK紅白歌合戦に出場。これが原動力となり、大泉同様に「紅白に出場する」ことを目標の1つとする。細川たかしも幼いころからのあこがれの対象であり、デビュー後に「北酒場」を細川とデュエットする機会に恵まれた。
中学・高校時代は吹奏楽部に所属し、思春期特有の気恥ずかしさもあって人前で演歌を歌う機会が減る。高校になるとX JAPANへの憧れからロックに目覚め、ドラムを始め、プロ志向となる。ヴィジュアル系ロックバンドD'espairsRayでドラマーTSUKASA（つかさ）として活動する。
2011年にD'espairsRayが解散し、改めて演歌を歌いたいと思い作詞作曲、歌の練習に取り組むが、本格的な演歌歌手には対抗できないと挫折する。同時期にTHE MICRO HEAD 4N'Sに誘われて再びドラマーとして活動する。
THE MICRO HEAD 4N'Sでの活動開始後、半年ほど経った時にリーダーのkazuyaに演歌志望であったことを打ち明けると、kazuyaは「面白い。バンドもやりながら頑張れ」と後押しをする。このことから、デビュー曲「まつぽいよ」が出来上がる。2015年6月10日にシングル「まつぽいよ」をリリースし、演歌歌手としてデビューした。
なお、演歌しか歌ってこなかったこともあり、自身が歌うとこぶしが回るため、バンド活動では歌唱を封印している。
芸名は地元である山形県の最上川にちなんで、自らが命名している。
山形県のラジオ番組のレギュラーや、地元の自動車販売会社のCM出演もあり、山形での知名度は特に高い。
2017年6月11日には、ホテルメルパルク東京で初のディナーショー『最上川 司デビュー2周年記念ディナーショー 〜愛と浪漫をすこだま君に〜』を開催した。
2018年、出身地であり河北町の名物料理冷たい肉そばの持ち帰り製品化を「かほく冷たい肉そば研究会」と共に行い、テーマソング「司の冷たい肉そば音頭」を制作すると共に河北町で撮影したミュージックビデオを公開した。翌2019年には持ち帰り製品と「司の冷たい肉そば音頭」のCDが河北町のふるさと納税返礼品となった。
2019年6月12日にNHKホールで開催された純烈のライブに真田ナオキと共に1日限りの純烈メンバーとして参加し、「司の冷たい肉そば音頭」「君の胸の中に」などを披露する。
2021年には1月から12月の毎月、家族をテーマとしたオリジナルの新曲12曲をYouTubeで公開した。
2023年、所属レコード会社を日本クラウンに移籍する。 
最上川司のファンのことを「モガリスト」、スタッフや関係者を「最上川軍」と呼んでいる。

## ディスコグラフィ

### シングル
- まつぽいよ
  - 2015年6月10日
  - 作詞・作曲:最上川司
  - iTunes歌謡曲演歌部門1位、有線月間お問い合わせ演歌部門1位[5]
  - 「まつぽいよ」は山形弁で「まぶしいよ」の意味。最上川が上京する際に、親から渡された手紙を汽車の中で開くと大金が入っており、親に無理をさせたと泣いた想い出から[3][5]。
  - 収録曲（初回盤）：まつぽいよ/デジタル慕情/北酒場/まつぽいよ・デジタル慕情・北酒場（オリジナルカラオケ）/まつぽいよ（MV）/ライブ映像/まつぽいよ（振り付けビデオ）
  - 収録曲（通常盤）：まつぽいよ/さくらんぼ恋唄/北酒場/まつぽいよ・さくらんぼ恋唄・北酒場（オリジナルカラオケ）
- ひとひらの桜
  - 2016年2月3日
  - 作詞・作曲：最上川司
  - 爺ちゃんっ子であった最上川が、死に目に会えなかった祖父を、散りゆく山形の桜の花と重ねる[15]。
  - 収録曲（初回盤）：ひとひらの桜/最上川慕情/恋の霞城/ひとひらの桜・最上川慕情・恋の霞城（オリジナルカラオケ）【DVD】ひとひらの桜（MV)/ひとひらの桜（振り付けビデオ）/メイキング
  - 収録曲（通常盤）：ひとひらの桜/最上川慕情/ひとひらの桜・最上川慕情（オリジナルカラオケ）
- 君の胸の中に
  - 2016年10月12日
  - 作詞・作曲：松本哲也
  - 収録曲（初回盤）：君の胸の中に/あいたいよ/君の胸の中に・あいたいよ（オリジナルカラオケ）【DVD】一周年記念演歌歌謡ショー～真昼の月と闇夜の花～ダイジェスト映像
  - 収録曲（通常盤）：君の胸の中に/今は花/君の胸の中に・今は花（オリジナルカラオケ）
- 司の冷たい肉そば音頭
  - 2018年8月1日
  - 作詞：最上川司、作曲：新屋豊
  - 冷たい肉そばテーマソング。河北町でMVの撮影が行われ、河北町の祭囃子チームと公募された河北町の有志約60名が参加している[9]。
  - 食べる「そば」と「近く」の意味の「そば」を掛け言葉にしたコミカルな歌詞である[16]。
  - 収録曲（初回盤）：司の冷たい肉そば音頭/日本のおばけだよ/司の冷たい肉そば音頭・日本のおばけだよ（オリジナルカラオケ）【DVD】演歌歌謡ショー～ただいま故郷！まつぽい山形ぽいぽいぽい～ダイジェスト映像/司の冷たい肉そば音頭（MV）/司の冷たい肉そば音頭（振り付け指南ビデオ）
  - 収録曲（通常盤）：司の冷たい肉そば音頭/恋の街/司の冷たい肉そば音頭・恋の街（オリジナルカラオケ）
- 飛んでけ花笠
  - 2023年6月28日
  - 作詞・作曲：最上川司
  - 山形花笠まつりを題材とした楽曲。掛け声や花笠音頭を思わせる振りつけを入れており、曲中のラップは、ライブなどでは観客と掛け合いを行うことを想定している[6]。

### アルバム
- 奥の唄道
  - 2015年11月25日
  - 最上川が好きな東北の「ご当地ソング」を自身で選曲したカバーアルバム
    1. まつぽいよ
    2. 望郷じょんから（細川たかし）
    3. 津軽海峡・冬景色（石川さゆり）
    4. 北酒場（細川たかし）
    5. みそ汁の詩（千昌夫）
    6. みちのくひとり旅（山本譲二）
    7. 北国の春（千昌夫）
    8. 津軽平野（千昌夫）
    9. 南部蝉しぐれ（福田こうへい）
    10. 北の花嫁（小桜舞子）
    11. 愛しき日々（堀内孝雄）
    12. 花は咲く
    13. まつぽいよ English Ver
- ゴールデン☆ベスト 最上川 司
  - 2017年11月22日
    1. まつぽいよ
    2. 北国の春（千昌夫）
    3. みちのくひとり旅（山本譲二）
    4. みそ汁の詩（千昌夫）
    5. さくらんぼ恋唄
    6. デジタル慕情
    7. 北酒場（細川たかし）
    8. 恋の霞城
    9. ひとひらの桜
    10. 最上川慕情
    11. 今は花
    12. あいたいよ
    13. 君の胸の中に
- 百歌繚乱～もがちゃんねるベストプラスワン～
  - 2022年5月25日
    1. 月山
    2. ぽつり
    3. 気性天気図
    4. 王将茨道
    5. ラブラカタブラ
    6. MU・GA・SA・RI
    7. 天の川
    8. 夏なみだ
    9. 蝶のブローチ
    10. 蛙の子は帰る
    11. 神輿
    12. PM10:00
    13. 雪あかり

### 12ヵ月連続新曲
2021年1月から「家族」をテーマとした最上川自身の作詞作曲によるオリジナル新曲12曲を同年12月までの毎月、YouTube「もがちゃんねる」にて公開した。
1. 蛙の子は帰る[17]
コロナ禍で帰郷したくてもなかなかできない状況で、自分の元気な姿を見せて親孝行したいという願いを込めた曲。
2. 雪あかり[18]
月山志津温泉で冬季開催のイベント「雪旅籠の灯り」の写真からイメージが広がった。将来の家族を思い描きながらも失恋に崩れた女性の儚い夢を歌う。
3. 月山[19]
両親を月山にみたてた曲。
4. 気性天気図[20]
『みんなのうた』みたいな大人も共感できる子供向けの曲として制作された。
5. ぽつり[21]
上京して20年が経ち、自分の夢を応援してくれる親と夢の途中でもがく自分自身を歌うが、切なくならずにダンスチューンな曲となった。
6. MU・GA・SA・RI[22]
結婚をテーマとした花嫁目線の曲。
7. ラブラカタブラ[23]
自身のファンを「家族」とみなして愛を歌う曲。曲題はアブラカダブラから。
8. 夏なみだ[24]
以前から最上川が気に入っていたサビのメロディーであり、2019年には自身のディナーショーで披露したこともある。当初は、恋人との別れを経験しても優しくなれるという「今は花」と類似した内容であった。コロナ禍で亡くなった著名人や最上川自身の周囲でも亡くなった人がいたことで、その気持ちも歌詞の中に込めた。
9. 蝶のブローチ[25]
最上川の母の誕生月に合わせて、母への感謝の気持ちを込める。歌詞の内容は全て実話である。
10. 神輿[26]
曲は2015年にできてていたが、コロナ禍の現在からあらゆる意味で復活を祈願して歌詞を乗せた。
11. 王将茨道[27]
山形県天童市の名物である将棋の駒をイメージし、人生を将棋に例える応援歌。
12. PM10:00（ピーエムじゅうじ）[13]
上京したばかりの若者が田舎暮らしのリズム（午後10時には就寝するなど）が抜けきれずに東京にのまれてしまうというような歌を真剣な要素とコメディな要素とを織り交ぜて歌い上げるムード歌謡。

## レギュラー出演
ラジオ
- 最上川司 まつぽいらじお （エフエム山形、2016年4月19日〜、MAGIC内番組、第3火曜18:15-18:30）
- 最上川司とSHUN.のさすけねぇ～ラジオ! （YBC山形放送、2016年9月29日〜、毎週木曜11:30-11:45）